# G Kutta Se
Pour plus de détails, voir Fiche technique et Distribution.
G Kutta Se est un film indien de Haryanvi et Bollywood mettant en vedette Rajveer Singh, Neha Chauhan, et Rashmi Singh Somvanshi.

## Distribution
- Rajveer Singh : Vijender
- Neha Chauhan : Kiran
- Rashmi Singh Somvanshi : Preeti
- Nitin Pandit
- Sandeep Goyat : Sikandar
- Parth Sharma
- Vibh Tyagi